# Cestrum salicifolium
Cestrum salicifolium là loài thực vật có hoa trong họ Cà. Loài này được Jacq. mô tả khoa học đầu tiên năm 1798.